# Acacia spinescens
Acacia spinescens är en ärtväxtart som beskrevs av George Bentham. Acacia spinescens ingår i släktet akacior, och familjen ärtväxter. Inga underarter finns listade i Catalogue of Life.